# レオポールド・ハートリー・グリンドン
レオポールド・ハートリー・グリンドン（Leopold Hartley Grindon または　Leo Grindon、1818年3月28日 – 1904年）は、イギリスのアマチュア植物学者、教育者である。植物標本や図版、書籍のコレクションを作り上げ、一般向けの多くの植物学書を執筆した。

## 略歴
ブリストルに生まれた。父親は役人である。20歳になった1938年からマンチェスターに移り、綿製品の会社（John Whittaker & Company's ）の会計係として1864年まで働いた。少年の頃から、植物標本の収集を始め、イギリスの野生植物や栽培植物の標本をつくり収集した。多くは自宅の庭で、種から栽培した植物である。さらに栽培や入手が困難な植物についての図版や書籍も収集するようになり、グリンドンの個人標本館は価値の高い物になった。1960年に染物業者のサイドボサム（Joseph Sidebotham）とマンチェスター野外博物学者協会（Manchester Field-Naturalists' Society）を設立し、マンチェスター王立医学校の講師として植物学を教えた。グリンドンの標本などはマンチェスター博物館に収蔵されている。

## 著書

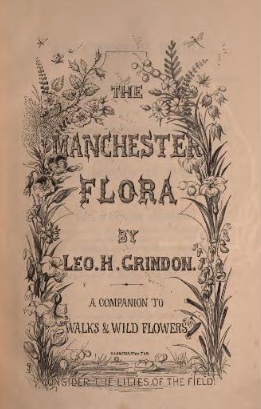
The Manchester Flora（1859）の表紙

多くの著作は会計係として働いている時期に執筆された。
- Life, its Nature, Varieties and Phenomena. London: Whittaker & Co.. (1856)
- Manchester Walks and Wild Flowers (1858)
- The Manchester Flora. London: William White. (1859)
- British and Garden Botany. London: Routledge, Warne & Routledge. (1864)
- Summer Rambles in Cheshire, Derbyshire, Lancashire, and Yorkshire. Manchester: Palmer & Howe. (1866)
- The Trees of Old England. London: F. Pitman. (1868)
- Echoes in Plant and Flower Life. London: F. Pitman. (1869)
- The Fairfield Orchids (1872)
- The Pathway to Botany. London: F. Pitman. (1872)
- History of the Rhododendron (1876)
- Figurative Language. London: James Spiers. (1879)
- Country Rambles. Manchester: Palmer & Howe. (1882)
- The Shakespeare Flora. Manchester: Palmer & Howe. (1883)
- Fruits and Fruit Trees. Manchester: Palmer & Howe. (1885)
- Lancashire; brief historical and descriptive notes. London: Seely and Co.. (1892)